# Stazione di Pescara Porto
Stazione di Pescara Porto 1963-ban bezárt vasútállomás Olaszországban, Pescara településen.

## Vasútvonalak
Az állomást az alábbi vasútvonalak érintették:
- Pescara-Penne-vasútvonal

## Kapcsolódó állomások
A vasútállomáshoz az alábbi állomások vannak a legközelebb:
- Pescara Centrale railway halt